# 松蔭大学女子バスケットボール部
松蔭大学女子バスケットボール部（しょういんだいがくじょしバスケットボールぶ）は、関東大学女子バスケットボール連盟に所属する松蔭大学の女子バスケットボールチームである。

## 歴史
- 2000年 松蔭女子大学開学と共に創部。
- 2001年 第76回天皇杯・第67回皇后杯 全日本総合バスケットボール選手権大会出場。
- 2002年 第77回天皇杯・第68回皇后杯 全日本総合バスケットボール選手権大会出場[1]。
- 2004年 第79回天皇杯・第70回皇后杯 全日本総合バスケットボール選手権大会出場[2]。
- 2004年  関東1部リーグで4位。
- 2005年 第52回全日本学生バスケットボール選手権大会(インカレ)優勝。
- 2006年 第81回天皇杯・第72回皇后杯 全日本総合バスケットボール選手権大会出場[3]。学生1位。
- 2008年 第83回天皇杯・第74回皇后杯 全日本総合バスケットボール選手権大会出場[4]
- 2009年 第56回全日本学生バスケットボール選手権大会（インカレ）5位。
- 2010年 第57回全日本学生バスケットボール選手権大会（インカレ）4位
- 2010年 第85回天皇杯・第76回皇后杯 全日本総合バスケットボール選手権大会に出場[5]。
- 2011年 第86回天皇杯・第77回皇后杯 全日本総合バスケットボール選手権大会に出場[6]。
- 2011年 第1回関東大学女子バスケットボール新人戦優勝
- 2012年 第87回天皇杯・第78回皇后杯 全日本総合バスケットボール選手権大会に出場[7]。
- 2013年 第88回天皇杯・第79回皇后杯 全日本総合バスケットボール選手権大会に出場[8]。
- 2013年 第65回全日本大学バスケットボール選手権大会(インカレ)優勝。
- 2014年 第89回天皇杯・第80回皇后杯 全日本総合バスケットボール選手権大会に出場[9]。
- 2015年 第90回天皇杯・第81回皇后杯 全日本総合バスケットボール選手権大会に出場[10]。

## 主な卒業生
- 関根麻衣子
- 篠崎澪
- 河瀬ひとみ